# Шушпа
Шушпа́ (баш. Шушпа) — деревня в Белорецком районе Республики Башкортостан России. Входит в состав Нурского сельсовета. С 2013 года является туристическим центром.
С 2005 года имеет современный статус, с 2007 года носит современное название.

## География

### Географическое положение
Находится на берегу реки Белой.
Расстояние до:
- районного центра (Белорецк): 21 км,
- центра сельсовета (Отнурок): 40 км,
- ближайшей ж.-д. станции (Белорецк): 23 км.

## История
Посёлок при станции Шушпа появился во время строительства Белорецкой узкоколейной железной дороги. В нём жили семьи тех, кто обслуживал инфраструктуру станции. 
В 1960‑е гг. в состав посёлка вошёл населённый пункт Печи Шушпа.
Статус деревня, сельского населённого пункта, посёлок получил согласно Закону Республики Башкортостан от 20 июля 2005 года № 211-з «О внесении изменений в административно-территориальное устройство Республики Башкортостан в связи с образованием, объединением, упразднением и изменением статуса населенных пунктов, переносом административных центров», ст.1:

6. Изменить статус следующих населенных пунктов, установив тип поселения: деревня:
 
5)  в Белорецком районе:…

ф) поселка станции Шушпа Нурского сельсовета
До 10 сентября 2007 года называлась Деревней станции Шушпа.

## Население
| 2002 | 2009 | 2010 |
| ---- | ---- | ---- |
| 57   | ↗63  | ↘43  |